# 다이강
다이강(底江, 베트남어: Sông Đáy / 瀧底)은 베트남에 있는 강이다. 예전에는 핫강(Sông Hát) 또는 핫장(喝江, Hát Giang)으로 알려졌었다. 이 강은 홍강 어귀에 있으며, 통킹만으로 흘러 나간다.
강의 길이는 240km이며 베트남 북부에서 가장 긴 강 중의 하나이다. 하노이, 호아빈성, 하남성, 닌빈성, 남딘성을 관통하는 7500km2 이상의 유역을 가지고 있다.